# Árbol de Bodhi

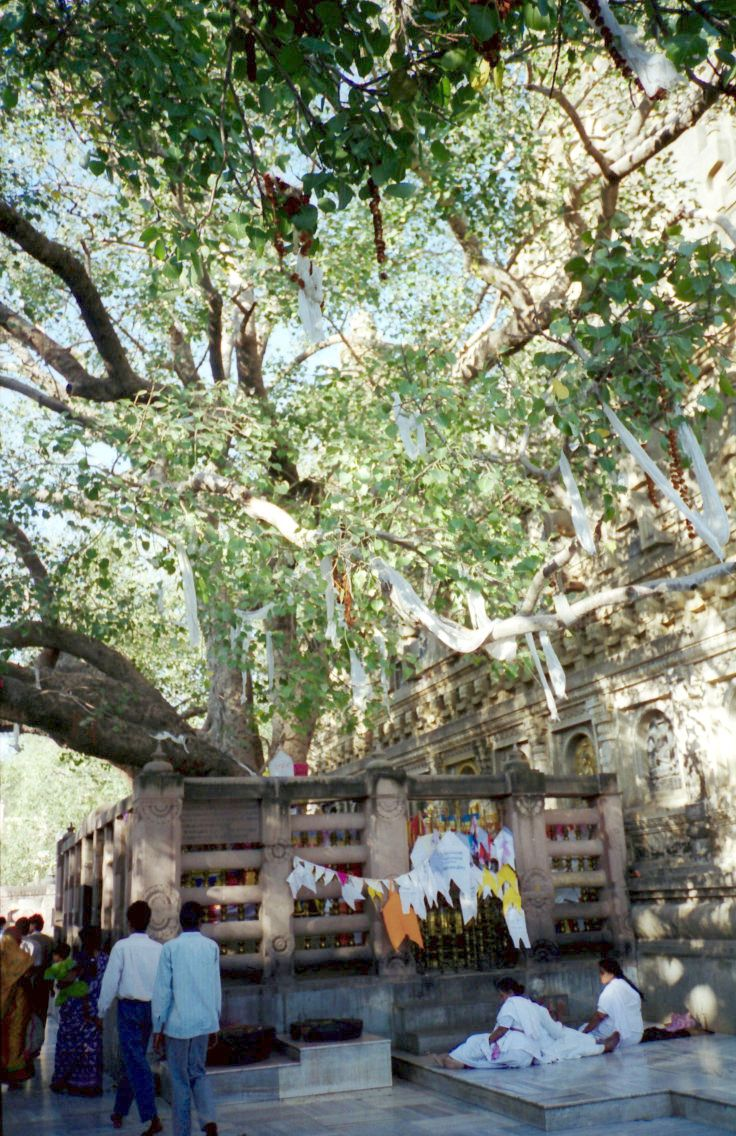
Árbol Bodhi de la actualidad.

El árbol Bodhi fue la higuera (Ficus religiosa) debajo de la cual Siddhartha Gautama se sentó a meditar, alcanzando la iluminación espiritual.
La higuera se encuentra en la ciudad de Bodh Gaya, a unos 100 km de la ciudad de Patna, en el estado de Bihar (India). Actualmente hay una gran higuera situada al lado del templo Mahabodhi, llamada Sri Maha Bodhi, que se considera descendiente directa del árbol Bodhi original.

## Leyenda

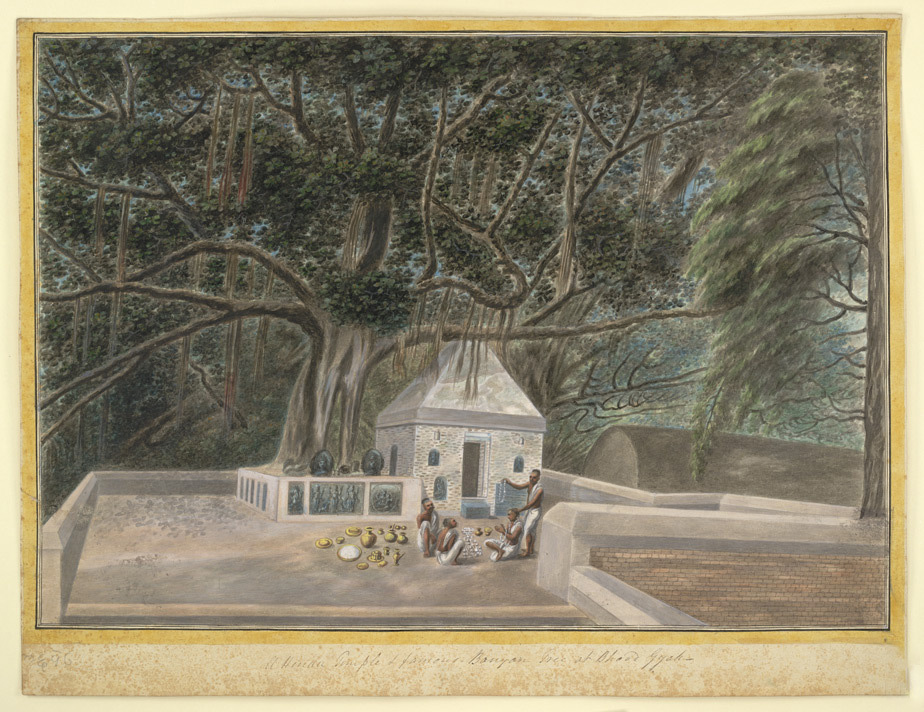
Templo junto al árbol, dibujo de 1810.

Según la historia budista legendaria, El Shakyamuni se sentó debajo de este árbol durante semanas. Como empezó una terrible tormenta, de debajo de las raíces del árbol surgió Muchilinda, el rey de los nagas (serpientes), se enroscó alrededor de Gautama y lo cubrió con su caperuza. Gautama finalmente alcanzó la iluminación espiritual y se convirtió en un buda (‘iluminado’) y originó el budismo.
Buda —lleno de gratitud hacia el árbol, después de la iluminación— se quedó ante el árbol con los ojos abiertos sin parpadear durante una semana entera.
Este árbol se convirtió en un sitio de peregrinación incluso ya durante la vida de Buda. El rey Aśoka (304-232 a. C.) iba cada año a rendir homenaje a este árbol Bodhi, y cada año pagaba un festival en su honor en el mes de kattika.
Su esposa Tissarakkhā se sentía celosa del árbol. Se convirtió en reina en el año 16 del reinado de Asoka (253 a. C.) y tres años después (en el 250 a. C.), hizo matar el árbol mediante espinas de mandu.
En el sitio se plantó un vástago del árbol original (o posiblemente de otro árbol de la misma especie: Ficus religiosa). A su lado se construyó un monasterio, que se llamó Bodhi-Manda Vijara.